# Biozat
Biozat – miejscowość i gmina we Francji, w regionie Owernia-Rodan-Alpy, w departamencie Allier.

## Demografia
Według danych na rok 1990 gminę zamieszkiwało 716 osób, a gęstość zaludnienia wynosiła 43 osoby/km². W styczniu 2015 r. Biozat zamieszkiwało 776 osób, przy gęstości zaludnienia wynoszącej 46,6 osób/km².